# I Wish (Shanice-dal)
Az I Wish című dal az amerikai Shanice 3. kimásolt kislemeze a szintén 3. stúdióalbumról. A dal nem volt túl sikeres, csupán a Billboard lista 61. helyéig jutott.[forrás?]

## Megjelenések
12"  Motown – 374631241-1
- A1	I Wish (Radio Edit) 3:49
- A2	I Wish (LP Version) 5:56
- B1	I Wish (TV Track) 5:56
- B2	I Wish (Pop Edit)	3:36

## Slágerlista
| Slágerlista                          | Legjobb helyezés |
| ------------------------------------ | ---------------- |
| U.S. Billboard Hot R&B/Hip-Hop Songs | 61               |